# Antonia Locatelli

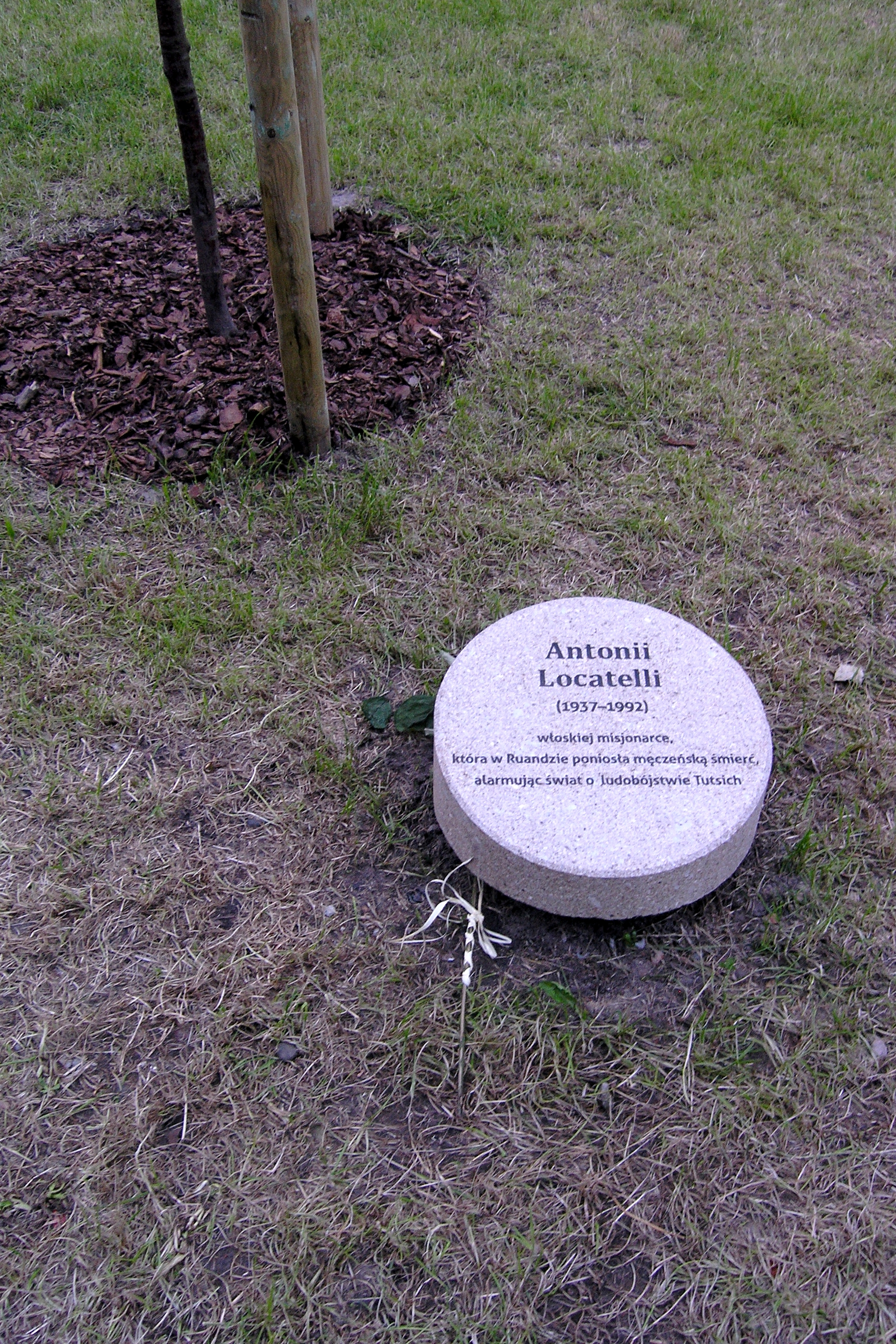
Obelisk upamiętniający Antonie Locatelli w Ogrodzie Sprawiedliwych w Warszawie

Antonia Locatelli (ur. 1937  w Bergamo, Włochy, zm. 10 marca 1992 w Nyamata, Rwanda) – włoska misjonarka pracująca w Rwandzie od 1972 r. Zasłynęła heroiczną odwagą informując telefonicznie belgijską ambasadę, RF1 i BBC o ludobójstwie Tutsi za co została zamordowana kilka dni później. Chodziło wtedy o tzw. masakry w Bugesera (Massacres du Bugesera), uważane za zapowiedź ludobójstwa z 1994 roku.
5 czerwca 2014 r. w Warszawie w Ogrodzie Sprawiedliwych odsłonięto kamień upamiętniający jej osobę i posadzono drzewo pamięci.